# Muquém de São Francisco
Muquém do São Francisco is een gemeente in de Braziliaanse deelstaat Bahia. De gemeente telt 10.691 inwoners (schatting 2009).